# Bandera de l'aviació civil
Una bandera de l'aviació civil és una bandera, o una variació d'aquesta, que representa l'aviació civil en un estat o organització. Normalment, es fa voleiar en edificis connectats amb les autoritats de l'aviació civil però també en aeroports civils o pistes d'aterratge. Una bandera de l'aviació civil és l'equivalent a la bandera mercant que representa la navegació mercant d'un estat. No tots els estats tenen una bandera de l'aviació civil i aquests solen utilitzar les seves banderes nacionals.

## Organitzacions supraestatals
| Bandera           | Data          | Ús                                            | Descripció |
| ----------------- | ------------- | --------------------------------------------- | --- |
| Bandera de l'OACI | 1993-avui dia | Organització de l'Aviació Civil Internacional | Mateix disseny que la bandera de les Nacions Unides de la qual depèn. Camp blau cel i l'emblema de les Nacions Unides de color blanc al centre amb l'afegit de dues ales. |

## Estats
| Bandera                                    | Data          | Ús                            | Descripció |
| ------------------------------------------ | ------------- | ----------------------------- | --- |
| Bandera de l'Aviació civil Australiana     | 1948-avui dia | Aviació civil australiana     | Basada en l'ensenya de l'aviació civil britànica. Camp blau ceruli amb una creu de Sant Jordi blau marí fimbriada de blanc i l'estel de la Commonwealth i els cinc estels de la Creu del Sud, de la bandera nacional, superposades en blanc. |
| Bandera de l'Aviació civil de Fidji        | 1970-avui dia | Aviació civil de Fiji         | Basada en l'ensenya de l'aviació civil britànica. Camp blau cel amb una creu de sant Jordi blau marí fimbriada de blanc i l'escut nacional.                                                                                                  |
| Bandera de l'Aviació civil de Ghana        | 1957-avui dia | Aviació civil de Ghana        | Camp blau cel amb la bandera nacional al quarter i un estel de cinc puntes negre al vol. |
| Bandera de l'Aviació civil de Guyana       | 1966-avui dia | Aviació civil de Guyana       | Basada en l'ensenya de l'aviació civil britànica. Camp blau ceruli amb una creu de sant Jordi blau marí fimbriada de blanc però porta la bandera nacional al quarter.                                                                        |
| Bandera de l'Aviació civil de Nova Zelanda | 1938-avui dia | Aviació civil de Nova Zelanda | Basada en l'ensenya de l'aviació civil britànica, de camp blau ceruli amb una creu de sant Jordi blau marí fimbriada de blanc i els quatre estels de la Creu del Sud en vermell presents a la bandera nacional.                              |
| Bandera de l'Aviació civil del Pakistan    | 1951-avui dia | Aviació civil del Pakistan    | Basada en l'ensenya de l'aviació civil britànica, de camp blau cel amb només el braç horitzontal de la creu de sant Jordi en blau marí fimbriada de blanc i la bandera nacional al quarter.                                                  |
| Bandera de l'Aviació civil del Regne Unit  | 1931-avui dia | Aviació civil del Regne Unit  | Camp blau ceruli amb una creu de sant Jordi blau marí fimbriada de blanc i la bandera nacional al quarter. |
| Bandera de l'Aviació civil de Zàmbia       | 1965-avui dia | Aviació civil de Zàmbia       | Camp blau cel amb una àguila d'or al centre posada dins d'un anell quarterat amb els quatre colors de la bandera nacional. |

## Històriques
| Bandera                                            | Data      | Ús                         | Descripció |
| -------------------------------------------------- | --------- | -------------------------- | --- |
| Bandera de l'Aviació civil Australiana (1935-1948) | 1935-1948 | Aviació civil australiana  | Mateix disseny que l'actual però els estels són en color groc.                                                                                  |
| Bandera de l'Aviació civil del Canadà (1922–1923)  | 1922–1923 | Aviació civil del Canadà   | Camp blau cel amb la bandera del Regne Unit al quarter i l'escut de l'aviació civil canadenca al vol.                                           |
| Bandera de l'Aviació civil de Ghana (1964–1966)    | 1964–1966 | Aviació civil de Ghana     | Mateix disseny que l'actual però amb la bandera de Ghana de 1964 a 1966 al quarter.                                                             |
| Bandera de l'Aviació civil sud-africana (1930)     | 1930      | Aviació civil sud-africana | Mateix disseny que l'ensenya de l'aviació civil britànica però amb la bandera sud-africana de l'època.                                          |
| Bandera d'Aeroflot (1961-1991)                     | 1961-1991 | Aeroflot                   | Camp vermell amb un triangle isòsceles blau cel al costat del pal que conté el logotip d'Aeroflot, i damunt d'ell un estel groc de cinc puntes. |